# Villa San Nicolás
San Nicolás o Villa San Nicolás es un pueblo de 2000 habitantes ubicado a
9 km al este de Villa Carlos Paz y a
12 km al oeste de la ciudad de Malagueño,
en la provincia de Córdoba (Argentina).
Se halla sobre la Ruta Nacional 20, y es un barrio con características de villa serrana dentro del municipio de Malagueño.

## Historia

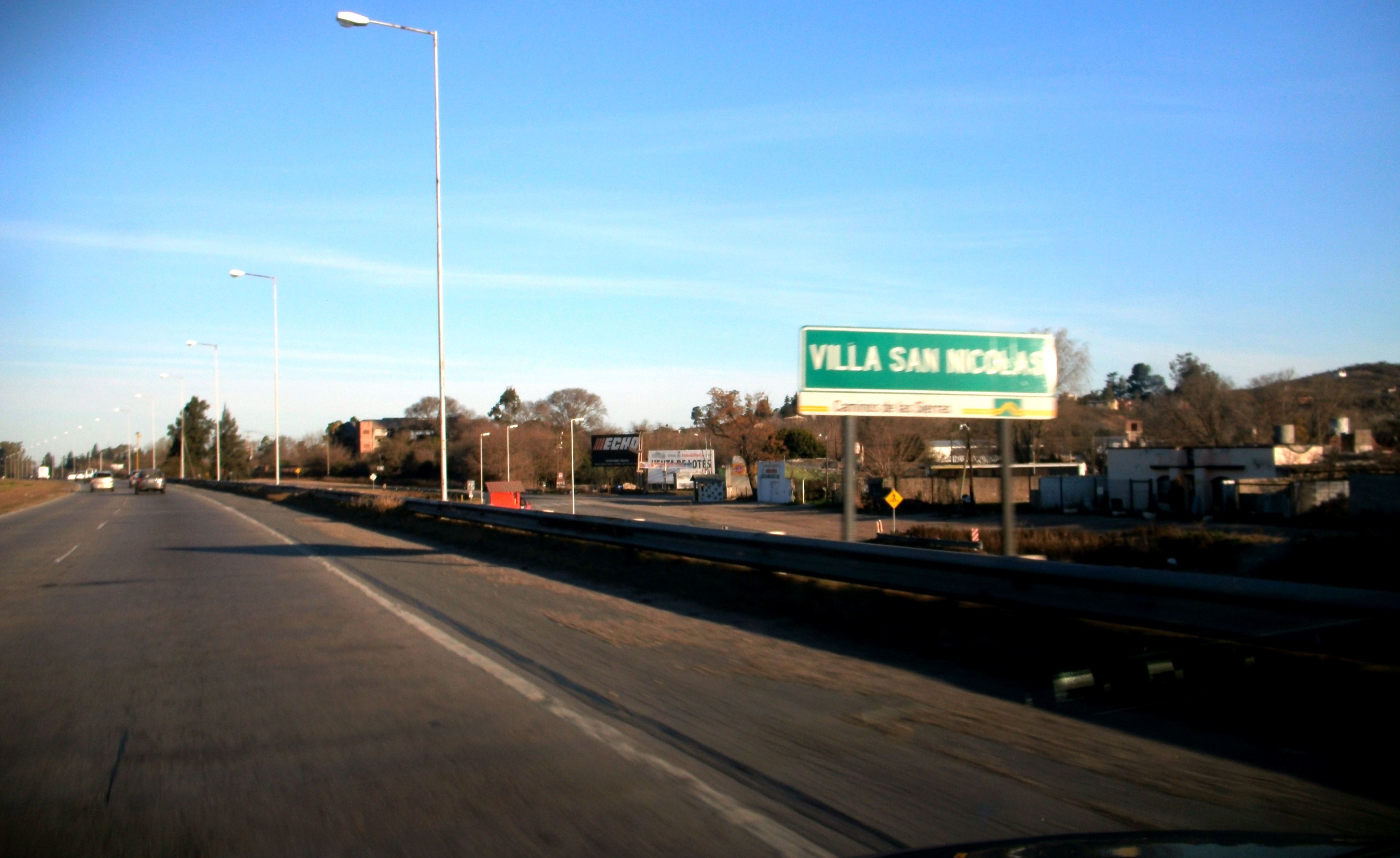
La localidad desde la Ruta Nacional 20.

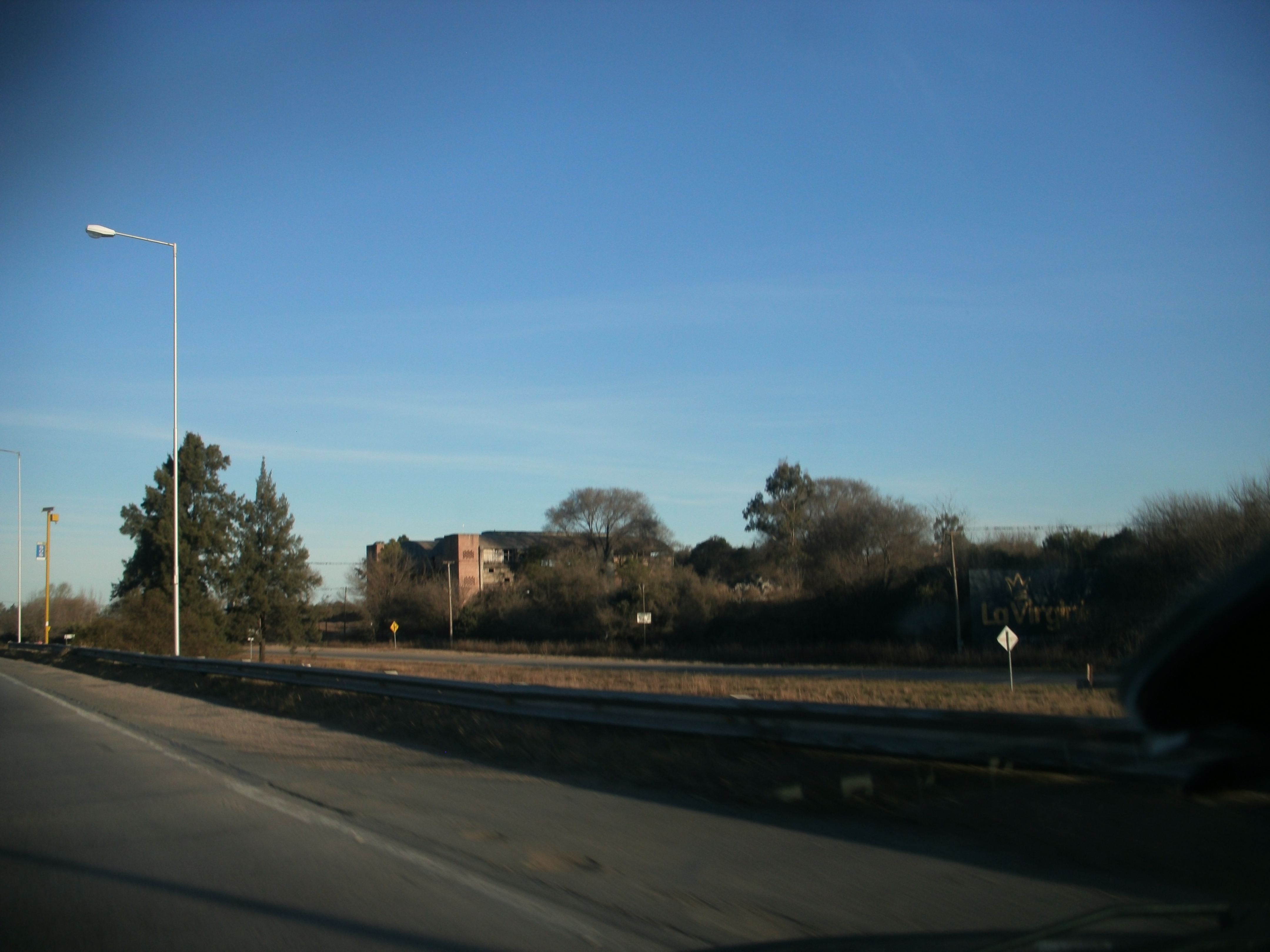
Algunas viviendas de Villa San Nicolás.

El 25 de octubre de 2014, los vecinos de Villa San Nicolás comenzaron a reunirse para la conformación del centro vecinal.
El 21 de mayo de 2015, luego de la redacción del Estatuto del Centro Vecinal y el debate del mismo en numerosas reuniones, se presentó a la Municipalidad de Malagueño la solicitud para que otórgase la Personería Municipal para luego hacer lo propio en la Dirección de Inspección de Personas Jurídicas de la Provincia de Córdoba.
Después  de seis meses de espera y ante la falta de respuesta del municipio de Malagueño, se debió recurrir directamente a la Dirección de Inspección de Personas Jurídicas, en donde el 25 de noviembre de 2015 se otorgó la personería jurídica.